# Hermann Rainer
Hermann Rainer (* 13. Mai 1896 in Saalbach-Hinterglemm, Salzburg; † 13. Oktober 1983 in Salzburg, Salzburg) war ein österreichischer Politiker (CSP, später ÖVP).

## Leben
Nach dem Besuch der Volks- und Bürgerschule fand Hermann Rainer 1912 Arbeit als Angestellter in der Land- und Forstwirtschaft. Von 1915 bis 1918 diente auch er als Soldat im Ersten Weltkrieg. Nach dem Krieg arbeitete er in verschiedenen Firmen der Privatwirtschaft, ehe er im Jahr 1929 Angestellter in der Vereinskrankenkasse in Salzburg wurde.
Mitte der 1920er Jahre kam Rainer erstmals in politische Würden, als er für die Christlichsoziale Partei (CSP) in den Gemeinderat von Schwarzach im Pongau gewählt wurde. 1931 folgte die Wahl in den Gemeinderat von Salzburg und 1935 die Ernennung zum Stadtrat.
1938 wurde Rainer, der sich stets gegen den Anschluss Österreichs ausgesprochen hatte, von der Gestapo verhaftet, und ins KZ Buchenwald deportiert. Zwei Jahre war er dort Häftling, darunter neun Monate in strenger Einzelhaft. 1940 wurde er entlassen, jedoch mit einem Betretungsverbot des Reichsgaus Salzburg belegt. Rainer ging nach Wien, wo er bis 1945 Zwangsarbeit bei einer Baufirma verrichten musste. Nach dem Krieg kehrte er nach Salzburg zurück, wo er noch 1945 Direktor der Salzburger Landwirtschafts-krankenkasse wurde.
1945 wurde Rainer zum Landesparteivorsitzenden der neu gegründeten Österreichischen Volkspartei (ÖVP) gewählt. Innerhalb der ÖVP war er Mitglied des Österreichischen Arbeitnehmerinnen- und Arbeitnehmerbundes, dessen Obmann er von 1945 bis 1953 war.
Im Dezember 1945 zog Rainer für die ÖVP in den Nationalrat ein, dem er zehn Jahre, bis Januar 1955 angehörte. 1954 rief in Landeshauptmann Josef Klaus in die Salzburger Landesregierung, in der Rainer von Dezember 1954 bis Juli 1959 als Landesrat wirkte. Zuletzt wurde er im Juli 1959 Mitglied des Bundesrats. Sein Bundesratsmandat war jedoch nur von kurzer Dauer, da Rainer nach nur fünf Monaten, im Dezember 1959 aus der zweiten  österreichischen Parlamentskammer ausschied.
Zuletzt wurde er 1964 in den Rang eines Regierungsrates erhoben.
1970 wurde ihm das Goldene Ehrenzeichen des Landes Salzburg verliehen.